# Dory
Dory (Doris, en version québécoise) est un personnage d’animation de Disney et Pixar, souffrant de trouble de mémoire immédiate. C’est un poisson chirurgien que l’on peut trouver dans la Grande Barrière de corail, dans les Philippines et dans les mers sud-asiatiques.

## Apparitions
Apparue pour la première fois dans Le Monde de Nemo en 2003, elle a le droit à son propre film Le Monde de Dory en 2016. Elle apparaît également dans un troisième film nommé Sous l'océan avec Dory sorti en 2020, qui montre la vie de Dory et de Nemo au quotidien.

## Voix et caractère
Elle est doublée dans sa voix originale par Ellen Degeneres et par Céline Monsarrat en français[style à revoir],.
Dory est un personnage toujours joyeux, optimiste et sociable qui parle beaucoup. Elle aide toujours ses amis comme Nemo et son père Marin.

## La pathologie de Dory
Dory annonce dans Le Monde de Némo qu’elle possède un trouble de la mémoire immédiate, une maladie qu’elle pense héréditaire. Elle oublie les événements récents et ses pensées présentes. Elle ne sait pas où nager et perd le fil d’une conversation. Mais elle se rappelle des souvenirs en lien avec ses parents et de la sensation rassurante d’être avec ses proches.
En réalité, ses symptômes sont plus proches de l'amnésie antérograde. Cette maladie rend impossible la mémorisation de nouvelles informations de plus de quelques minutes. Cette pathologie survient à la suite d'un traumatisme. Dans le cas de Dory, le film “Le Monde de Dory” nous apprend lors d’un flashback du personnage dans lequel nous la voyons bébé qu’elle possède cette maladie depuis son enfance. Cette information est la seule concernant sa pathologie, le film ne nous apprend rien d’autre de la raison de cette pathologie et ne nous donne aucune information concernant un traumatisme qu’elle a vécu.
Du fait de l'absence de référence à un traumatisme, Dory peut souffrir d'une amnésie développementale, une maladie liée à une lésion sur l'hippocampe à la suite d'un accident. Les symptômes de cette maladie peuvent cependant être limités avec un apprentissage adapté. C’est le cas de l’apprentissage de Dory, dont les parents répètent de nombreuses fois que les coquillages indiquent le chemin de la maison.

## Influence sur le marché du poisson
La famille de poissons chirurgiens sont les Acanthuridae, ils proviennent des tangs et des poissons-licornes. Il y a environ 86 espèces existantes de poissons marins vivant dans les mers tropicales, généralement autour des récifs coralliens.
La caractéristique qui différencie cette famille est qu'elle a des écailles modifiées en forme de scalpel. Les épines sont dangereusement tranchantes et peuvent blesser gravement. Les bouches des Acanthuridae ont une seule rangée de dents adaptées au broutage des algues. C’est une espèce qui ne présente aucun danger pour l’homme dans son milieu naturel.
Tout comme Némo en 2003 qui a encouragé l’achat de poisson-clown, la popularité du film “Le Monde de Dory” a entraîné une volonté des consommateurs à acheter des poissons chirurgiens, à l'effigie du héros du film. L’augmentation de la demande entraîne des problèmes biologiques et écologiques. Les poissons-chirurgiens sont une espèce en voie de disparition, leur nombre limité dans les océans est un risque pour l’écosystème océanique et est liée à la mort des coraux. De plus, la pêche au poisson-chirurgien a lieu avec du cyanure, ce qui provoque un bouleversement auprès de cet écosystème. Enfin, les poissons-chirurgiens nécessitent une eau de mer chaude et sont difficiles à maintenir en aquarium.